# Alloxylon flammeum
Alloxylon flammeum är en tvåhjärtbladig växtart som beskrevs av P.H. Weston & M.D. Crisp. Alloxylon flammeum ingår i släktet Alloxylon och familjen Proteaceae. Inga underarter finns listade i Catalogue of Life.